# En klass för sig
En klass för sig är en svensk komediserie i 15 delar från 2000 i regi av Daniel Fridell.
Handlingen utspelar sig på en skola i en förort kring år 2000, där ett kompisgäng i en niondeklass försöker hålla ut till skolavslutningen utan att bli för uttråkade.

## Rollista
- Johanna Sällström	– syster
- Jonas Inde – vaktis
- Suzanne Reuter – Lena
- Göran Forsmark – rektor
- Christian Sandström – Marco
- Nadine Kirschon – Mari
- Thomaz Ransmyr
- Stefane Mounkassa
- Delai Said
- Peter Viitanen
- Lucky Mångårda
- Maria Oldeen
- Nataly Pavez
- Sabra Pechrak
- Joanna Benecke(en)
- Jessica Liander
- Camilla Wester
- Alexander Salzberger
- Mohammed El Masri
- Said Shobaki
- Haddy Jallow
- Ehab Qadri